# نوجين مصطفى
نوجين مصطفى هي لاجئة وناشطة سورية كردية مصابة بالشلل الدماغي، من مدينة عين العرب (كوباني) شمال سوريا.
اكتسبت الشهرة بعد سفرها 3500 ميل (5,600 كم) على كرسي متحرك، هربًا من النزاع في الحرب الأهلية السورية، حتى وصولها وإعادة توطينها في ألمانيا، وكانت مدرجة على قائمة بي بي سي المتضمنة أسماء 100 امرأة الأكثر تأثيرا والهاما سنة 2018، وظهرت قصتها في البرنامج تلفزيوني الأسبوع الماضي هذا المساء مع جون أوليفر.

## حياتها
نشأت في سوريا مع شقيقاتها وشقيقها في عائلة كردية. والدها، غير قادر على القراءة، يبيع الأغنام والماعز، بينما يحفر أخوها آبار المياه. ولدت مصابة بالشلل الدماغي، وقضت معظم حياتها «محصورة في شقة أسرتها في الطابق الخامس في حلب.» وفقًا لتقرير ناشونال جيوغرافيك، لم يكن هناك مصعد في المبنى، ولذا كان من الصعب عليها المغادرة، وهو ما لا يمكن تحقيقه إلا من خلال وجود شخص يحملها إلى الطابق الأرضي.  وشبهت فيما بعد الوضع بأنه قيد الإقامة الجبرية: «بالنسبة لي، كان هذا يعني عدم القدرة على الذهاب إلى المدرسة أو الخروج مع الأصدقاء أو الذهاب إلى السينما... إن وجود إعاقة في سوريا يعني في الغالب أنك مختبئ، واجهت الخزي والتمييز والحواجز الجسدية... أنت شخص يشفق عليه».
لم تستطع نوجين الالتحاق بالمدرسة أثناء تواجدها في سوريا، حيث لم تكن هناك مرافق لاستيعاب المعوقين، لكنها تعلمت اللغة الإنجليزية من مشاهدة التلفزيون، بما في ذلك المسلسل الأمريكي الطويل دايز فور أور لايف. في عام 2015، قام برنامج لاست ويك تونايت بتمثيل مشهد مسرحي على البرنامج لمصطفى، واحد من شخصياتها المفضلة، إج ديميرا، حيث أعيد من الموت واجتمع مع سامي برادي. لُعِبت الشخصيات من قبل ممثليهم الحقيقيين، جيمس سكوت، أليسون سويني.
في عام 2014، وفي سن 16، سافرت من سوريا إلى تركيا، وأخيراً ألمانيا كملاذ من الحرب الأهلية السورية. من دون المال اللازم للسفر كأسرة واحدة، بقي والداها في تركيا بينما واصلت هي وشقيقتها نسرين السفر إلى ألمانيا، حيث كان سبقها شقيقها لهناك، وطوال الرحلة، سافرت نوجين على كرسي متحرك وشقيقتها تدفعها. سافرت بكلماتها الخاصة "pay-as-you-go refugee" وهذا يعني أنها لم يكن لديها ما يكفي من المال للدفع للمهربين لأخذها على طول الطريق، وكان عليها إيجاد طرق جديدة للتقدم كل يوم، من سيارات الأجرة إلى القطارات بالإضافة إلى المهربين تكلفة الرحلة بأكملها حوالي 6000 يورو.
حصلت على حق اللجوء من ألمانيا في أواخر عام 2016. واعتبارًا من 2017، عاشت في فيسيلينغ ودرست في مدرسة للمعاقين.

## النشاط والتقدير
اكتسبت مصطفى الشهرة خلال رحلتها إلى أوروبا باعتبارها «لاجئة مشهورة»، حيث تمت مقابلتها من قبل صحافي أثناء سفرها.
في عام 2018، تم إدراج مصطفى كواحدة من 100 امرأة الأكثر تأثيرا والهاما في بي بي سي. في عام 2019 أصبحت أول شخص ذي إعاقة تطلع مجلس الأمن التابع للأمم المتحدة على تجربتها خلال الحرب في سوريا والسياسة المتعلقة بالأشخاص المعاقين. كما أجرت محادثات في قصر الأمم في جنيف، وتيدكس في العراق والمملكة المتحدة، وعرض جائزة نانسن للاجئين في عام 2017.
في فبراير 2019، تم إعلان مصطفى كفائزة بجائزة أليسون دي فورج للنشاط الاستثنائي، منحتها هيومن رايتس ووتش، التي أشارت إلى الدور الذي لعبته قصتها في المساعدة على «تحريك صانعي السياسة في الاتحاد الأوروبي» بشأن مسألة إيصال المساعدات الإنسانية إلى ذوي الإعاقات. قبلت الجائزة في حفل أقيم في أستراليا في أبريل من نفس العام.

### الأسبوع الماضي هذا المساء
في عام 2015، ظهرت في فقرة من البرنامج التلفزيوني الأسبوع الماضي هذا المساء مع جون أوليفر، تغطي معاملة اللاجئين، والتي شملت مقطع من المقابلات التي قدمتها للبي بي سي. ظهر في المقطع أيضا مشهد لمرة واحدة بين شخصيات إج ديميرا وسامي برادي من مسلسل أيام حياتنا، تم تقديم هذه الشخصيات كشخصية مصطفى المفضلة في العرض، بدأت شخصية إج بمخاطبة مصطفى، معترفًا بصعوبة رحلتها كلاجئة، ووصفتها بأنها «شعبنا».

## منشورات
أصدرت نوجين مصطفى كتابين، شاركت في تأليفه مع الصحفية والكاتبة البريطانية كريستينا لامب:
- Mustafa، Nujeen؛ Lamb، Christina (10 أكتوبر 2017). The Girl from Aleppo: Nujeen's Escape from War to Freedom. هاربر كولنز. ISBN:978-0-06-282125-6. مؤرشف من الأصل في 2020-12-02.
- Mustafa، Nujeen؛ Lamb، Christina (11 أكتوبر 2016). Nujeen: One Girl's Journey from War-Torn Syria in a Wheelchair. هاربر كولنز. ISBN:978-0-06-256775-8. مؤرشف من الأصل في 2020-12-02.

## روابط خارجية
- نوجين مصطفى على موقع IMDb (الإنجليزية)